# Honoka Hashimoto
Honoka Hashimoto (jap. 橋本 帆乃香, Hashimoto Honoka; * 5. Juli 1998 in der Präfektur Aichi) ist eine japanische Tischtennisspielerin. Sie ist Rechtshänderin und verwendet als Griff die europäische Shakehand-Schlägerhaltung.
Sie gewann bei der Weltmeisterschaft 2019 zusammen mit Hitomi Satō Bronze im Doppel, sowie bei den World Tour Grand Finals in den Jahren 2016 und 2017. Auch auf der World Tour holte sie einige Erfolge. So konnte die Japanerin im Jahr 2016 im Doppel die Austrian-, Australian- und Belarus Open gewinnen.

## Turnierergebnisse
Quelle:
| Verband | Veranstaltung           | Jahr | Ort      | Land | Einzel | Doppel        | Mixed | Team |
| ------- | ----------------------- | ---- | -------- | ---- | ------ | ------------- | ----- | ---- |
| JPN     | World Tour              | 2016 | Linz     | AUT  |        | Gold          |       |      |
| JPN     | World Tour              | 2016 | Minsk    | BLR  |        | Gold          |       |      |
| JPN     | World Tour              | 2016 | Sydney   | AUS  |        | Gold          |       |      |
| JPN     | World Tour              | 2020 | Almeria  | ESP  | Gold   |               |       |      |
| JPN     | World Tour Grand Finals | 2018 | Incheon  | KOR  |        | Viertelfinale |       |      |
| JPN     | World Tour Grand Finals | 2017 | Astana   | KAZ  |        | Halbfinale    |       |      |
| JPN     | World Tour Grand Finals | 2016 | Doha     | QAT  |        | Halbfinale    |       |      |
| JPN     | Weltmeisterschaft       | 2019 | Budapest | HUN  |        | Halbfinale    |       |      |